# Jachen Ulrich Könz
Jachen Ulrich Könz (* 2. März 1819 in Guarda GR, Schweiz; † 7. März 1901 ebenda) war ein Schweizer Jurist und Politiker.

## Leben
Als Sohn eines Landwirts und Landamtmanns geboren, studierte Könz Rechtswissenschaften in Jena und Zürich. Während seines Studiums in Jena wurde er 1841 Mitglied der Burschenschaft auf dem Fürstenkeller. Nach seinem Studium war er als Advokat und Landwirt auf dem Gut seiner Familie in Guarda tätig. Politisch war er ein föderalistisch gesinnter Liberaler. Von 1845 bis 1849 war er Kreisaktuar, von 1853 bis 1855 Kreispräsident des Kreises Obertasna, von 1876 bis 1899 Bezirkspräsident des Bezirks Inn und von 1863 bis 1898 Kantonsrichter. Von 1849 wurde er von Graubünden in den Grossrat gewählt. Er wurde mehrfach wiedergewählt. Er war auch 1862 Mitglied des Kleinen Rates und von 1872 bis 1873 Mitglied des Ständerates. Von 1885 bis 1901 war er im Verwaltungsrat der Graubündener Bank.